# Alan Jackson
Alan Jackson (n. 19 noiembrie 1933, Stockport, Anglia, Regatul Unit – d. 24 martie 1974, Greater London, Anglia, Regatul Unit) a fost un ciclist britanic, medaliat olimpic. A participat la o ediție a Jocurilor Olimpice (1956) în care a câștigat o medalie de argint și o medalie de bronz.